# ناتالیا ودوپیانوا
ناتالیا ودوپیانوا (روسی: Наталья Андреевна Водопьянова؛ زادهٔ ۴ june ۱۹۸۱ (۴۳ سال)) ورزشکار بسکتبال اهل روسیه است.
وی در مسابقات کشوری و بین‌المللی در مجموع برندهٔ ۱ مدال طلا، ۱ مدال نقره، ۲ مدال برنز شده‌است.